# R.Weiss Group
Die R.Weiss Group Holding GmbH & Co. KG (Eigenschreibweise in Majuskeln) als Dachgesellschaft der R.Weiss Group, eine internationale Unternehmensgruppe mit Verwaltungshauptsitz in Crailsheim zählt zu den führenden deutschen Herstellern von Verpackungsmaschinen und Automatisierungstechnik. Die R.Weiss Group ist in mehrere Unternehmensbereiche gegliedert und besteht aus eigenständigen Tochtergesellschaften, Unternehmensbeteiligungen sowie Auslandsniederlassungen und beschäftigt mehr als 1000 Mitarbeiter weltweit.

## Geschichte

### Gründung bis 2000
Im Jahre 1990 gründete Reinald Weiss die R.Weiss Sondermaschinen GmbH. Das Unternehmen beschäftigte zu Beginn zwei Mitarbeiter in einer, in Crailsheim-Onolzheim angemieteten Halle für die Herstellung von Funktionselementen, Baugruppen und Sondermaschinen. 1992 erfolgten die Umfirmierung in die R.Weiss Maschinenbau GmbH und der Wechsel des Unternehmensstandortes an den heutigen Firmensitz nach Crailsheim-Altenmünster. Im selben Jahr erfolgte der Bau der ersten Endverpackungsmaschine, ein pneumatischer Schachtelaufrichter.
1993 spaltete sich das Unternehmen in die beiden Geschäftsbereiche R.Weiss Maschinenbau GmbH mit Schwerpunkt Maschinenmodule und Einzelteilefertigung und die R.Weiss Verpackungstechnik GmbH & Co. KG mit Schwerpunkt Endverpackungstechnik (Sideloading- und Wrap-around-Verpackungsmaschinen) auf. 1995 erwarb das Unternehmen aufgrund des stetigen Wachstums das Firmengelände des heutigen Hauptsitzes in Crailsheim-Altenmünster.

### 2001–2010
2001 entwickelte die R.Weiss Verpackungstechnik GmbH & Co. KG die erste UNIROB Toploading-Maschine, bei der erstmals ein Industrieroboter von oben abhängend in die Verpackungszellen integriert wurde und damit einen Arbeitsbereich von 360 Grad ermöglichte.
Von 2006 bis 2009 erfolgten am Hauptsitz in der Flügelau diverse An- und Umbaumaßnahmen am Firmengebäude. Zudem wurde 2008 der eigenständige Unternehmensbereich R.Weiss Automation GmbH & Co. KG gegründet, deren Hauptaufgabenfeld die Serienfertigung von Maschinen und Anlagen mit Montageservice umfasst und gleichzeitig mit dem Bau für das Werk II in Crailsheim, in unmittelbarer Nähe zum Hauptsitz begonnen.
2010 erfolgte die Übernahme der Bleichert Automation GmbH & Co. KG in Osterburken. 2011 wurde mit dem Bau für das Werk III in Crailsheim begonnen und die Montagefläche für die Geschäftsbereiche Maschinenbau und Verpackungstechnik auf 5.000 Quadratmeter ausgeweitet.

### 2011 bis heute
2012 wurde die Ertl Automation GmbH & Co. KG in Straubing zugekauft.
2014 expandierte die R.Weiss Group als Muttergesellschaft der Firma Bleichert aus Osterburken mit einer Tochtergesellschaft, der Bleichert Automation Systems (Nanjing) Ltd. nach China. Zwei Jahre später erfolgten der Kauf und die Erweiterung eines 30.000 m² großen neuen Standorts für die BLEICHERT Inc. in den USA und der damit einhergehende Umzug vom Standort Sterling Heights nach Shelby Township.
2018 erwarb die R.Weiss Group am Standort des Hauptsitzes in Crailsheim im Gewerbegebiet Kraftwerkstraße weitere Grundstücke mit einer Fläche von 45.000 Quadratmetern. Damit stehen dem Unternehmen für die die strategische Expansionsplanung Grundstücke mit einer Gesamtfläche von über 100.000 Quadratmetern zur Verfügung.
2021 wurde die R.Weiss Maschinenbau GmbH insgesamt auf die R.WEISS Packaging GmbH & Co. KG verschmolzen. Die R.WEISS Packaging GmbH & Co. KG ist somit deren Rechtsnachfolger. Mit dieser Verschmelzung möchte das Unternehmen die Firmierung der R.WEISS Packaging GmbH & Co. KG (vormals R.WEISS Verpackungstechnik GmbH & Co. KG) modernisieren und damit auch die Globalisierung der Aktivitäten unterstreichen. Alle bisherigen Rahmenbedingungen wie Firmensitz, Geschäftsanschrift, Inhaberschaft und Geschäftsführung blieben allerdings unverändert bestehen.

## Unternehmen und Standorte
Zur R.Weiss Group gehören folgende Unternehmen und Standorte:
- R.Weiss Packaging GmbH & Co. KG, Crailsheim – DE
- R.Weiss Automation GmbH & Co. KG, Crailsheim – DE
- Ertl Automation GmbH & Co. KG, Straubing – DE
- Bleichert Automation GmbH & Co. KG, Osterburken – DE
- Bleichert Vertretung Kanada, Toronto – CA
- Bleichert Vertretung Schweden, Jönköping – SWE
- Bleichert Inc., Standorte in Michigan und South Carolina – USA
- Bleichert Inc. Niederlassung, Mexiko-Stadt – MX
- Bleichert Automation Systems (Nanjing) Ltd., Nanjing – CN[5]
- InDeutsch Systems Private Limited, Bleichert Automation GmbH, Mumbai – IN[6]
- Schimmel Filtertechnik GmbH & Co. KG, Adelsheim - DE[7]

## Partnerschaften
Der Unternehmensbereich R.Weiss Packaging GmbH & Co. KG ist Gründungsmitglied des Packaging Valley Germany e.V., Schwäbisch Hall.